# Фрасину (Васлуј)
Фрасину (рум. Frasinu) насеље је у Румунији у округу Васлуј у општини Појенешти. Oпштина се налази на надморској висини од 254 m.

## Становништво
Према подацима из 2002. године у насељу је живело 426 становника, од којих су сви румунске националности.